# Liste der Bodendenkmäler in Nersingen
Auf dieser Seite sind die Bodendenkmäler in der schwäbischen Gemeinde Nersingen zusammengestellt. Diese Tabelle ist eine Teilliste der Liste der Bodendenkmäler in Bayern. Grundlage ist die Bayerische Denkmalliste, die auf Basis des Bayerischen Denkmalschutzgesetzes vom 1. Oktober 1973 erstmals erstellt wurde und seither durch das Bayerische Landesamt für Denkmalpflege geführt wird. Die folgenden Angaben ersetzen nicht die rechtsverbindliche Auskunft der Denkmalschutzbehörde.

## Bodendenkmäler der Gemeinde Nersingen

### Bodendenkmäler in der Gemarkung Leibi
| Lage             | Objekt | Akten-Nr.     | Bild |
| ---------------- | --- | ------------- | ---- |
| Leibi (Standort) | Körpergräber der frühen und mittleren Bronzezeit, Siedlung der Urnenfelderzeit, der Hallstattzeit und der Latènezeit sowie Kastell der frühen römischen Kaiserzeit. | D-7-7526-0022 |      |
| Leibi (Standort) | Siedlung vor- und frühgeschichtlicher Zeitstellung. | D-7-7526-0023 |      |
| Leibi (Standort) | Siedlung vor- und frühgeschichtlicher Zeitstellung. | D-7-7526-0112 |      |
| Leibi (Standort) | Mittelalterliche und frühneuzeitliche Befunde im Bereich der Katholischen Filialkirche St. Vitus und Leonhard in Leibi.                                             | D-7-7526-0125 |      |

### Bodendenkmäler in der Gemarkung Nersingen
| Lage                 | Objekt | Akten-Nr.     | Bild |
| -------------------- | --- | ------------- | ---- |
| Nersingen (Standort) | Siedlung vor- und frühgeschichtlicher Zeitstellung.                                                                                           | D-7-7526-0018 |      |
| Nersingen (Standort) | Körpergräber des frühen Mittelalters, Spitzgraben vor- und frühgeschichtlicher oder mittelalterlicher Zeitstellung.                           | D-7-7526-0020 |      |
| Nersingen (Standort) | Siedlung vor- und frühgeschichtlicher Zeitstellung.                                                                                           | D-7-7526-0051 |      |
| Nersingen (Standort) | Mittelalterliche und frühneuzeitliche Befunde im Bereich der Evang.-luth. Filialkirche St. Nikolaus in Nersingen, mit aufgelassenem Friedhof. | D-7-7526-0118 |      |
| (Standort)           | Körpergräber der frühen Neuzeit | D-7-7526-0132 |      |

### Bodendenkmäler in der Gemarkung Oberfahlheim
| Lage                    | Objekt | Akten-Nr.     | Bild |
| ----------------------- | --- | ------------- | ---- |
| Oberfahlheim (Standort) | Siedlung der Latènezeit und des frühen Mittelalters, frühmittelalterliches Reihengräberfeld.                                                   | D-7-7526-0019 |      |
| Oberfahlheim (Standort) | Straße der römischen Kaiserzeit. | D-7-7526-0044 |      |
| Oberfahlheim (Standort) | Siedlung vor- und frühgeschichtlicher Zeitstellung.                                                                                            | D-7-7526-0052 |      |
| Oberfahlheim (Standort) | Brandgräber der Urnenfelderzeit. | D-7-7526-0054 |      |
| Oberfahlheim (Standort) | Siedlung und Hortfund der Bronzezeit. | D-7-7526-0055 |      |
| Oberfahlheim (Standort) | Siedlung der römischen Kaiserzeit; Burgstall des Mittelalters mit befestigtem Vorburgareal.                                                    | D-7-7526-0056 |      |
| Oberfahlheim (Standort) | Grabhügel der Hallstattzeit. | D-7-7526-0058 |      |
| Oberfahlheim (Standort) | Reihengräber des Frühmittelalters. | D-7-7526-0062 |      |
| Oberfahlheim (Standort) | Mittelalterliche und frühneuzeitliche Befunde im Bereich der Katholischen Pfarrkirche St. Dionysius in Oberfahlheim und ihrer Vorgängerbauten. | D-7-7526-0119 |      |

### Bodendenkmäler in der Gemarkung Steinheim
| Lage                 | Objekt                                                                      | Akten-Nr.     | Bild |
| -------------------- | --------------------------------------------------------------------------- | ------------- | ---- |
| Steinheim (Standort) | Siedlung, Gräber und Kreisgraben vor- und frühgeschichtlicher Zeitstellung. | D-7-7526-0099 |      |

### Bodendenkmäler in der Gemarkung Straß
| Lage             | Objekt | Akten-Nr.     | Bild |
| ---------------- | --- | ------------- | ---- |
| Straß (Standort) | Tempel der römischen Kaiserzeit (gallorömischer Umgangstempel). | D-7-7526-0042 |      |
| Straß (Standort) | Burgus und Brandgräber der römischen Kaiserzeit. | D-7-7526-0046 |      |
| Straß (Standort) | Siedlung der römischen Kaiserzeit (vicus). | D-7-7526-0047 |      |
| Straß (Standort) | Grabhügel vorgeschichtlicher Zeitstellung. | D-7-7526-0049 |      |
| Straß (Standort) | Siedlung vor- und frühgeschichtlicher Zeitstellung. | D-7-7526-0073 |      |
| Straß (Standort) | Siedlung vor- und frühgeschichtlicher Zeitstellung. | D-7-7526-0100 |      |
| Straß (Standort) | Mittelalterliche und frühneuzeitliche Befunde im Bereich der Katholischen Pfarrkirche St. Johann Baptist in Straß und ihrer Vorgängerbauten mit aufgelassenem Friedhof. | D-7-7526-0121 |      |

### Bodendenkmäler in der Gemarkung Unterfahlheim
| Lage                     | Objekt | Akten-Nr.     | Bild |
| ------------------------ | --- | ------------- | ---- |
| Unterfahlheim (Standort) | Siedlung der römischen Kaiserzeit; Siedlung und Kreisgraben vor- und frühgeschichtlicher Zeitstellung.            | D-7-7527-0214 |      |
| Unterfahlheim (Standort) | Siedlungen vor- und frühgeschichtlicher Zeitstellung, darunter des Neolithikums und der römischen Kaiserzeit.     | D-7-7527-0215 |      |
| Unterfahlheim (Standort) | Siedlung vor- und frühgeschichtlicher Zeitstellung, unter anderem der Hallstattzeit und der römischen Kaiserzeit. | D-7-7527-0216 |      |
| Unterfahlheim (Standort) | Gräber der römischen Kaiserzeit.                                                                                  | D-7-7527-0220 |      |
| Unterfahlheim (Standort) | Brandgräber der späten Bronzezeit, Grabhügel der Hallstattzeit.                                                   | D-7-7527-0223 |      |